# Kalendarz

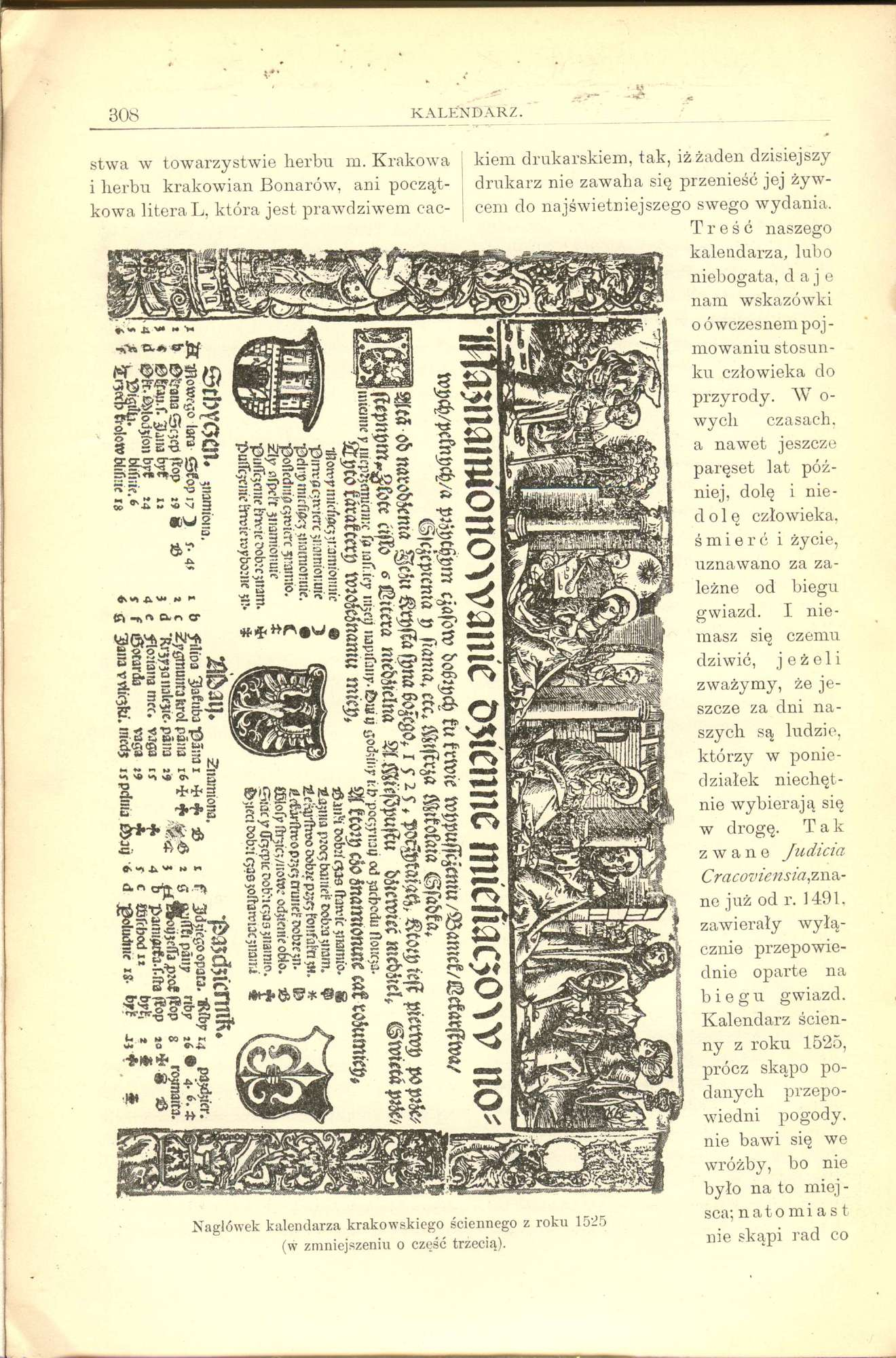
Nagłówek kalendarza ściennego wydanego w Krakowie w r. 1525 (z Encyklopedii staropolskiej).

Obecnie obowiązującym standardem niemal na całym świecie jest kalendarz gregoriański (kolor niebieski), ale w niektórych krajach stosuje się także inne rachuby czasu

Kalendarz – system rachuby czasu. Dzieli on czas na podstawie dwóch okresowych zjawisk atmosferycznych: cyklu zmian pór roku i zmian faz Księżyca. Z tego względu obowiązuje podział kalendarzy na słoneczne (solarne), księżycowe (lunarne) i księżycowo-słoneczne (lunisolarne). Słowo kalendarz pochodzi od łac. calendae, tj. pierwszy dzień miesiąca.
Pierwsze kalendarze opierały się na zmianach pór roku i zachodzących w ich ramach zjawiska w naturze. Później powstały kalendarze oparte na obserwacjach astronomicznych, formułujące abstrakcyjne pojęcie podziału czasu.
Obecnie najbardziej rozpowszechnionym kalendarzem na świecie jest kalendarz gregoriański, wprowadzony w 1582 przez papieża Grzegorza XIII. Na mocy decyzji Grzegorza XIII w 1582 roku po 4 października nastąpił od razu 15 października. Kalendarz gregoriański nie wszędzie został wprowadzony od razu. W niektórych państwach (np. w krajach arabskich, Chinach, Indiach, Nepalu, Etiopii, Izraelu, Sri Lance) obowiązują dwa kalendarze: gregoriański i regionalny, często związany z panującą w danym kraju religią.
Kalendarze były tworzone przez osoby wykształcone, najczęściej kapłanów lub uczonych. Pożytek z kalendarza był użyteczny dla społeczeństwa, stąd poszukiwano sposób na jego upowszechnienie. Przy tworzeniu kalendarzy korzystano również z prostych obserwacji, o charakterze ludowym.

## Typy kalendarzy
- Kalendarz księżycowy – kalendarz oparty na fazach Księżyca. Stosowany był przez starożytnych Babilończyków. Na podstawie kalendarza babilońskiego powstały kalendarz żydowski i muzułmański[3];
- Kalendarz słoneczny – kalendarz oparty na cyklu zmian pór roku związanym z ruchem obiegowym Ziemi wokół Słońca[3]. Pierwowzorem kalendarzy słonecznych był kalendarz egipski, w których rok liczył 12 miesięcy po 30 dni i 5 dni dodatkowych pod koniec roku[1]. Tego typu kalendarzem był kalendarz juliański, wprowadzony w 46 roku p.n.e. przez Juliusza Cezara[3];
- Kalendarz księżycowo-słoneczny – kalendarz będący kombinacją kalendarza słonecznego i księżycowego. Pierwszym kalendarzem tego typ był kalendarz egipski po reformie Ptolomeuszów[3].